# Cyrtandra schraderi
Cyrtandra schraderi là một loài thực vật có hoa trong họ Tai voi. Loài này được K.Schum. mô tả khoa học đầu tiên năm 1888.